# Armengesetz

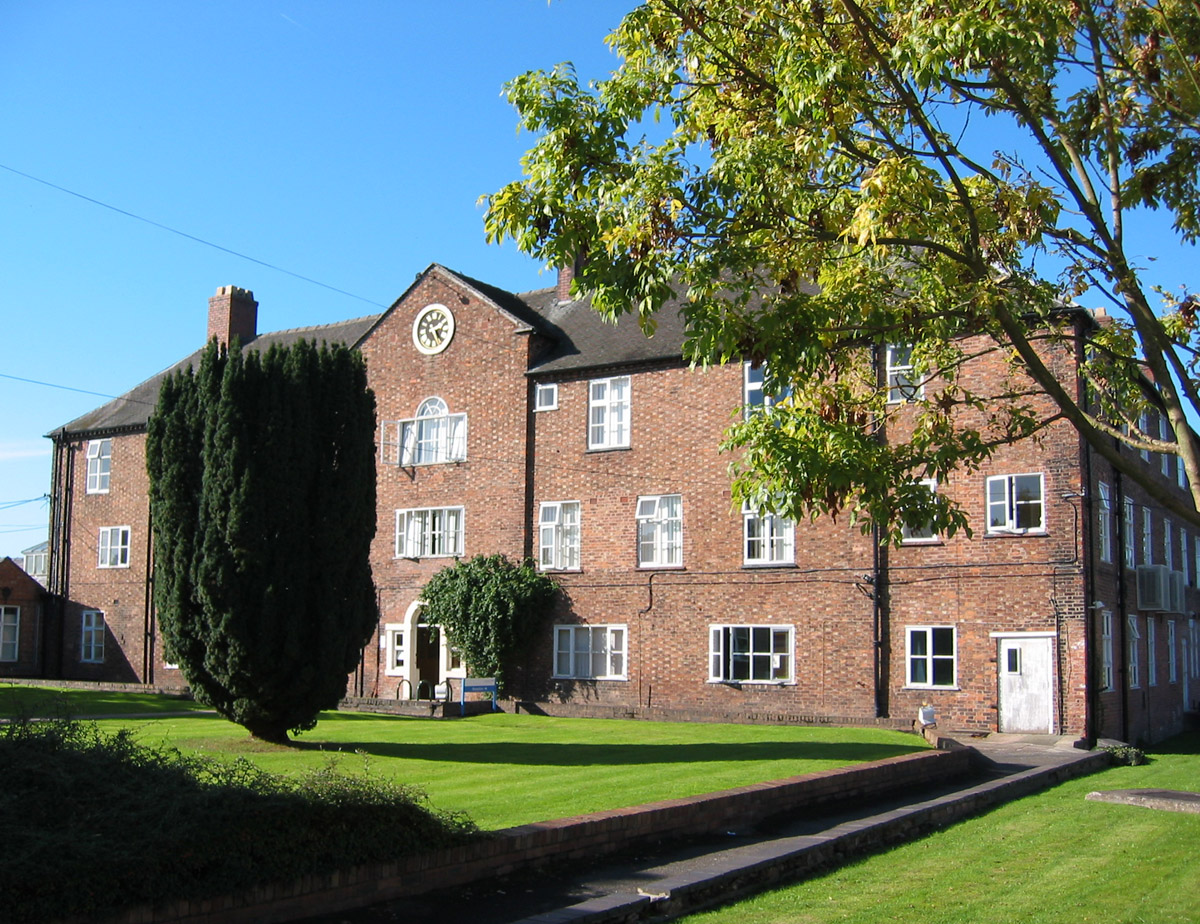
Obwohl viele abschreckende Arbeitshäuser in der Zeit nach dem New Poor Law entstanden, waren einige bereits unter dem bestehenden System gebaut worden. Dieses Arbeitshaus in Nantwich, Cheshire, stammt aus dem Jahr 1780.

Als Armengesetz werden in der Regel die gesetzlichen Bestimmungen zur Unterstützung der Armen in England bezeichnet, deren Grundlage 1601 Elisabeth I. durch das von ihr erlassene poor law gelegt hat. Das Armengesetz war in unterschiedlichen Formen und Ausprägungen bis zur Entstehung des Wohlfahrtsstaates zu Beginn des 20. Jahrhunderts in Kraft. Es wird heute als einer der ersten sozialpolitischen Eingriffe des Staates überhaupt gewertet und damit als einer der Ausgangspunkte der heutigen Unterstützungssysteme. Nachdem bereits im 16. Jahrhundert einzelne Gemeinden Regelungen zur Behandlung der Armen aufstellten, war das Armengesetz die Grundlage für ein national einheitliches System der Unterstützung Bedürftiger in England. 

## Prinzipien (17. und 18. Jahrhundert)
Das Armengesetz garantierte jedem Armen das Recht auf Unterstützung durch die Gemeinde. Jeder Mensch sollte vor äußerster Not geschützt sein. Das Armengesetz richtete sich gleichermaßen an Personen, die nicht zur Erwerbsarbeit in der Lage waren (impotent poor), an Personen, die keine Arbeit finden konnten (able bodied), sowie an Personen, die die Arbeitsaufnahme verweigerten (vagrants).
Meist wurde diese Unterstützung (poor relief) in der Form von Naturalien, in seltenen Fällen durch Geld gewährleistet. Um Arme zur Aufnahme von Arbeit zu bewegen, sollte die öffentliche Unterstützung auf ein Minimum beschränkt sein und deutlich niedriger liegen als das Einkommen des ärmsten Arbeiters. Zur Finanzierung der Hilfe wurde den Gemeinden erlaubt, Armensteuern zu erheben. 
Gleichzeitig setzte das Armenrecht auf massive abschreckende Folgen, um die Menschen von der Beantragung der Armenhilfe ab- und zur Arbeitsaufnahme anzuhalten. Der Antrag der Hilfesuchenden wurde in öffentlicher Sitzung vor den ehrenamtlichen Wächtern (guardians) verhandelt. Anerkannte Arme wurden in öffentlichen Verzeichnissen geführt, ihre Namen wurden an Gemeindewände angeschlagen, seit 1697 mussten sie ein auf die Kleidung aufgesticktes P (für pauper=arm) tragen. Anerkannten Bedürftigen wurde das Wahlrecht entzogen.
Durch ein neues Gesetz (settlement act) wurde 1662 das Herkunftsprinzip in das Armengesetz eingeführt. Es sah Unterstützung nur noch für die Personen vor, die in der Gemeinde geboren, verheiratet oder ausgebildet wurden.
Mit Beginn des 18. Jahrhunderts wurden die Armen in die sich verbreitenden Arbeitshäuser (workhouses) eingewiesen, um ihre Arbeitswilligkeit zu testen. 1776 gab es in England und Wales 1912 Arbeitshäuser, in denen etwa 100.000 Menschen lebten. Die Arbeitshäuser wurden auch zum Sammelbecken für Menschen mit körperlichen oder psychischen Krankheiten, mit geistigen oder körperlichen Behinderungen und für Alte und Waisen.

## Das neue Armengesetz (1834)
Das elisabethanische Armengesetz hielt den Entwicklungen des 19. Jahrhunderts nicht stand. Die beginnende Industrialisierung, das einsetzende Bevölkerungswachstum und der Zuzug in die Städte ließ die Kosten der Armenunterstützung ansteigen und machte das System ineffektiv. Auch das Herkunftsprinzip wurde kritisiert, weil es den Arbeitsmarkt unflexibler machte. 
1834 wurde deswegen das neue Armengesetz beschlossen, das im Wesentlichen Kostensenkungen zum Ziel hatte. Das neue Armengesetz sah die verpflichtende Einweisung in Arbeitshäuser vor und verschlechterte gleichzeitig die Bedingungen dort deutlich. Die Arbeitshäuser wurden zu Orten, die Gefängnissen glichen. Kritiker wie Friedrich Engels beurteilten die Zustände in diesen Arbeitshäusern als so verheerend, dass sie unterstellten, ihr einziger Zweck bestehe darin, arme Menschen davon abzuhalten, staatliche Unterstützung in Anspruch zu nehmen.
Gemeinsame Kritik von Arbeitern, Gewerkschaften, Politikern und der Kirche führte zu Veränderungen des neuen Armengesetzes, das die harten Bedingungen in den Arbeitshäusern zum Teil erleichterte und die Kontrolle verbesserte. 

## Das Ende des Armengesetzes
Mit der Entwicklung neuer Sozialpolitik, wie der Etablierung von Renten- und Unfallversicherung in den Jahren 1906–1914, wurde das Armengesetz unwichtiger. Auch zwischen den Weltkriegen wurden in England Systeme eingeführt, die unabhängig vom Armengesetz und seinen stigmatisierenden Bestimmungen Unterstützungen vorsahen. Die englischen Arbeitshäuser wurden 1929 offiziell verboten. Die letzten Überreste des Armengesetzes wurden 1948 abgeschafft.

## Auswirkungen des Armengesetzes
England war das erste Land, das eine umfassende und einheitliche, nationale Armengesetzgebung entwickelte. Englische Siedler brachten die Ideen des Armengesetzes in die Neue Welt, gleichwohl in einer durch den Calvinismus geprägten, noch strengeren Form. Um Armenhilfe nachsuchende Einwanderer wurden nicht nur öffentlich benannt, sondern zum Teil auch ausgesetzt, ausgepeitscht oder an Interessierte versteigert (auction system). Nach den steigenden Einwanderungszahlen in der Mitte des 19. Jahrhunderts wurden auch im Osten der USA Arbeitshäuser errichtet.
Die Idee der Abschreckung bei der Gewährung von Armenhilfe breitete sich auch in Kontinentaleuropa schnell aus. In Deutschland entstanden die ersten Arbeitshäuser zu Beginn des 17. Jahrhunderts. Auch im neu gegründeten Deutschen Reich war die Armenunterstützung an die Bedingung gekoppelt, seine Arbeitskraft zur Verfügung zu stellen.